# لوفتوس، نیو ساوت ولز
لوفتوس (به انگلیسی: Loftus) یک حومه شهر در استرالیا است که در نیو ساوت ولز واقع شده‌است.